# Olim
Olim (vroeger) is een studioalbum van Michel Huygen, nu onder de naam van Neuronium. Het zijn volgens het boekwerkje muziekstukken in het genre new age kosmische muziek behorende bij de documentaireseries "El otro Mexico" en "El imperio del sol" van zijn vriend regisseur en parapsycholoog Fernando Jiminéz del Oso. Er werden 26 afleveringen gemaakt en Huygen verzorgde voor alle afleveringen de bijbehorende muziek (30 minuten per aflevering). Het beste daaruit komt terecht op de albums Olim en Elixir. De muziek van Elixir en Olim werd grotendeels gelijktijdig opgenomen; Elixir verscheen al in 1989 onder Huygen, Olim in 1990 onder bandnaam Neuronium.

## Musici
Michel Huygen speelt alle instrumenten.

## Muziek
| Nr. | Titel                        | Duur |
| --- | ---------------------------- | ---- |
| 1.  | Olim/Obertura (Huygen)       | 3:34 |
| 2.  | Expedición (Huygen)          | 3:51 |
| 3.  | Fortalezas (Huygen)          | 4:43 |
| 4.  | Ritos (Huygen)               | 3:26 |
| 5.  | Incógnitas (Huygen)          | 3:49 |
| 6.  | Sobrevolando Selva (Huygen)  | 3:00 |
| 7.  | Palenque (Huygen)            | 3:14 |
| 8.  | Olim (Huygen)                | 2:59 |
| 9.  | Nostalgia (Huygen)           | 2:35 |
| 10. | Guerreros (Huygen)           | 3:03 |
| 11. | Desolación (Huygen)          | 2:52 |
| 12. | Chac Mool (Huygen)           | 8:00 |
| 13. | Chichén Itzá (Huygen)        | 4:31 |
| 14. | Los Andes (Huygen)           | 3:32 |
| 15. | Machu Picchu (Huygen)        | 5:31 |
| 16. | Nazca (Huygen)               | 4:31 |
| 17. | Secretos (Huygen)            | 3:52 |
| 18. | Astronomia (Huygen)          | 2:13 |
| 19. | Nostalgia (reprise) (Huygen) | 2:59 |
| 20. | Olim/Flashback (Huygen)      | 4:06 |